# سیارک ۱۹۶۱۲
سیارک ۱۹۶۱۲ (به انگلیسی: 19612 Noordung، نامگذاری:1999OO) نوزده هزار و ششصد و دوازدهمین سیارک کشف شده‌است که در ۱۷ ژوئیه ۱۹۹۹ کشف شد.